# محافظة بني حسن
محافظة بني حسن هي إحدى محافظات منطقة الباحة الواقعة جنوب غرب السعودية. وقد صدرت الموافقة في عام 1434 هـ بترقيتها إلى محافظة بعد أن كانت مركزًا.

## التسمية
سميت محافظة بني حسن بهذا الاسم نسبة إلى قبيلة بني حسن وقد صدر الأمر السامي بترقيتها إلى محافظة فئة (ب).

## الموقع
تقع محافظة بني حسن على جنبات الطريق السياحي الرابط بين الباحة ومحافظة المندق، حيث تقع شمال غرب مدينة الباحة بحوالي 15 كم. وبها عقبة الملك خالد ببيضان المؤدية إلى محافظة قلوة بتهامة الباحة. ويبلغ عدد سكانها 15,496 نسمة حسب تعداد السعودية 2022.

## السكان
بلغ عدد سكان محافظة بني حسن (15,496) نسمة حسب تعداد السعودية 2022، عدد السعوديين (13,111) نسمة، وعدد غير السعوديين (2,385) نسمة.

## الطبيعة
تتميز الطبيعة بسراة بني حسن وبيضان بانتشار الغابات التي تكسوها أشجار العرعر والزيتون البري والطلح وآلاف الشجيرات والزهور العطرية التي تحمل عشرات الأسماء المحلية والعالمية، ومن أكبر غاباتها أم طحال المتداخلة مع غابة الزرائب الشهيرة وغابات الشرف وغابة جدر المتوفر بها خدمات السياحة الداخلية وبعض هذه الغابات بحاجة إلى شق الطرق إليها لتساهم في اتساع رقعة المواقع السياحية.

## الخدمات الحكومية
- تنتشر المراكز الصحية بقرى المحافظة:

```
(يوجد مركز صحي في كل من: 
```

بني حسن، بيضان، خيره، القبل، وادي الصدر، حميم)
- وبها مراكز للدفاع المدني: (مركز الدفاع المدني ببني حسن، مركز الدفاع المدني بقرن ظبي وبيضان)
- وتمتاز أيضا بوجود فرع قاعدة الملك فهد الجوية
- الكلية التقنية للبنات بقرن ظبي
- بلدية محافظة بني حسن: التي تأسست عام 1430 هـ
- شرطة محافظة بني حسن
- جمعية البر الخيرية بمحافظة بني حسن

جمعية البر الخيرية بقرن ظبي
- فرع هيئة الأمير بالمعروف والنهي عن المنكر
- كما تعتزم الإدارة العامة للتربية والتعليم بمنطقة الباحة افتتاح مكتب للتربية والتعليم بالمحافظة لخدمة مدارس ورياض الأطفال الممتدة من قرية المحاميد شمالا إلى قرية الربيان جنوبا إلى وادي الصدر شرقاً.
- مكتب الدعوة والإرشاد وتوعية الجاليات بمحافظة بني حسن
- مكتب الدعوة والإرشاد وتوعية الجاليات بمركز بيضان
- مناهل (أشياب) بني حسن (مكتب خدمة العملاء بمحافظة بني حسن)
- لجنة إصلاح ذات البين بمحافظة بني حسن
- لجنة إصلاح ذات البين بمركز بيضان
- لجنة إصلاح ذات البين بمركز وادي الصدر
- لجنة التنمية الاجتماعية بقرن ظبي
- لجنة التنمية الاجتماعية بمركز وادي الصدر

وتمتاز قرى المحافظة بقربها من مستشفى الملك فهد وغابة رغدان
وكما تمتاز أيضاً بأنها أقرب محافظة لوسط مدينة الباحة..

## الـمـنتزهـات
- منتزه الأمير مشاري بن سعود (الزرايب) بمركز بيضان جنوب المحافظة
- منتزه خيره وشلال جدر:

تقع غابة خيرة إلى الشمال الغربي من منطقة الباحة ببلاد زهران بالقرب من مستشفى الملك فهد، يعلوها قرية خيرة، تكثر بها المدرجات الزراعية التي تحفظ الكثير من مخزون المياه بعد هطول الأمطار، التي تزود شلال خيرة أو ما يسمى ببير القلت بالمياه التي تستمر إلى وقت كبير من الزمن، حيث تجد هذا الشلال أسفل القرية، ويرتفع لعلو كبير، فتصب المياه المتلألئة الصافية، لتكون شلال كبير يعد من الشلالات الضخمة في المنطقة بل في المنطقة الجنوبية
- منتزه سد وادي الصدر بمركز وادي الصدر شمال المحافظة

## من أشهر قراها

### قرى بني حسن
قرى بني حسن التابعة للمحافظة فقط:
| - الجوفاء - الاثمة - جافان - العفوص - رباع - نعاش - الصغرة - السهلة | - القمدة - العصداء - وادي العارجة الحجران - وادي الصدر - قرن ظبي - خيره - الثعبان - الركبة - العيينه - المسامير - ال عمر | - الحمض - المشايعة - مراوه - الهتافره - ذيب |

أما بالنسبة لباقي قرى بني حسن بالسراة مثل:
- شبرقه
- آل وجه الذيب 'القحف'

```
*مليكة
```

- آل موسى
- الشعبين
- العميرة
- ال سلاما
- القرن
- العازب

فهي لا تتبع محافظة بني حسن إنما تتبع مركز الفرعة التابع لإمارة المنطقة مباشرة، وشيخها مبارك بن منسي بن عصيدان.

### قرى بيضان
وقرى بيضان التابعة للمحافظة فقط:
| - الجرة - البارك - قراء - بني هريرة | - الحلاة - الغرة - المصاعبة - الحناديد | - جدر - صدر مساعد - الدارين - المصاقير |

وشيخها عطيه بن خضران الصغير.

### قرى بني عامر
وقرى بني عامر التابعة للمحافظة فقط:
- حميم زهران
- بروقه
- الربيان
- المصرخ
- الرومي

وشيخها عبد العزيز بن عبد الله بن رقوش.

### قرى بلخزمر
وقرى بلخزمر التابعة للمحافظة:
| - الرخيلة - القبل - المحاميد - حديد - أريمه - الفلعه - العامر |

## المراكز التابعة لها
يتبع محافظة بني حسن مركزين إداريين هما:
- مركز بيضان :

يتبع للمركز قرى بيضان (الجرة، البارك، الدارين، قراء، بني هريرة، المصاقير، الحلاة، الغرة، الحناديد، جدر) بالإضافة لقريتي (قرن ظبي وخيره). وتتوفر به الخدمات الحكومية (مركز صحي بيضان ـ مركز صحي خيره ـ ابتدائية ومتوسطة بيضان ـ ثانوية قرن ظبي ـ ابتدائية قرن ظبي - ثانوية بيضان للبنات - ثانوية قرن ظبي للبنات - روضة الأطفال بقرية قراء - مكتب الدعوة والإرشاد ببيضان) ويتميز مركز بيضان باحتضانه منتزه الأمير مشاري وشلال جدر
ويشغل منصب رئيس مركز بيضان الأستاذ: (محمد عبد الله البنيان الغامدي)
- مركز وادي الصدر :

يتبع للمركز قرى بنو حسن (الشريق، الفقهاء، الاثمه، الغرباء، الصدر، القطارة، مراوة، المشايعة) بالإضافة لقريتي (أريمة وحديد وحميم)
و تتوفر به الخدمات الحكومية (مركز صحي وادي الصدر ـ مجمع وادي الصدر للبنات - ابتدائية ومتوسطة للبنات بحديد - ابتدائية وادي الصدر -ابتدائية الامام مالك بأريمة - متوسطة الطفيل بأريمة ـ لجنة التنمية الاجتماعية بوادي الصدر) بالإضافة إلى بعض الأماكن السياحية وأبرزها «منتزة سد وادي الصدر» ويشغل منصب رئيس مركز وادي الصدر الأستاذ: (محمد بن غاصب الزهيري).